# Beijing Tourism Group
Beijing Tourism Group Company Limited, сокращённо BTG (北京首旅集团, «Пекинская туристическая группа», также известна как First Travel Group или «Первая туристическая группа») — китайский государственный многопрофильный конгломерат, основные интересы которого сосредоточены в сфере гостиничного и ресторанного бизнеса, туристических услуг, пассажирских перевозок, розничной торговли и индустрии развлечений. Дочерние компании BTG управляют торговыми и офисными центрами, государственными гостиницами, универмагами и выставочными центрами, организовывают экскурсии и выставки, продают билеты, развивают туристические локации и живописные места.
Основные активы Beijing Tourism Group сосредоточены в Пекине, также гостиницы группы расположены в городах Санья, Гуанчжоу, Шэньчжэнь, Нинбо, Сиань, Шицзячжуан, Тяньцзинь и Чжэнчжоу. Компания принимала активное участие в организации и проведении различных форумов, съездов, конференций, концертов и спортивных мероприятий, в том числе Форума сотрудничества Китай — Африка, XVI съезда КПК, XVII съезда КПК, Летних Олимпийских игр 2008 года и Зимних Олимпийских игр 2022 года.

## История
Компания была основана в 1998 году. В июне 2000 года её акции стали котироваться на Шанхайской фондовой бирже. В 2004 году в состав Beijing Tourism Group вошли компании New Yansha Group, Quanjude Group, Donglaishun и Antique City Group.
В 2007 году сеть ресторанов по приготовлению утки по-пекински Quanjude Group вышла на фондовый рынок. В 2011 году была основана торговая компания Beijing Shoushang Group (также известна как Beijing Capital Retailing Group). В конце 2015 года Beijing Tourism Group приобрела крупнейшую на тот момент китайскую сеть бюджетных отелей Home Inn за 1,7 млрд долларов. В 2016 году активы Beijing Tourism Group достигли 73 млрд юаней, а выручка — 44 млрд юаней.
В 2017 году Beijing Tourism Group выступила соучредителем Всемирного туристического альянса. В 2018 году власти Пекина присоединили к Beijing Tourism Group сеть государственных универмагов Wangfujing Group.

## Дочерние компании

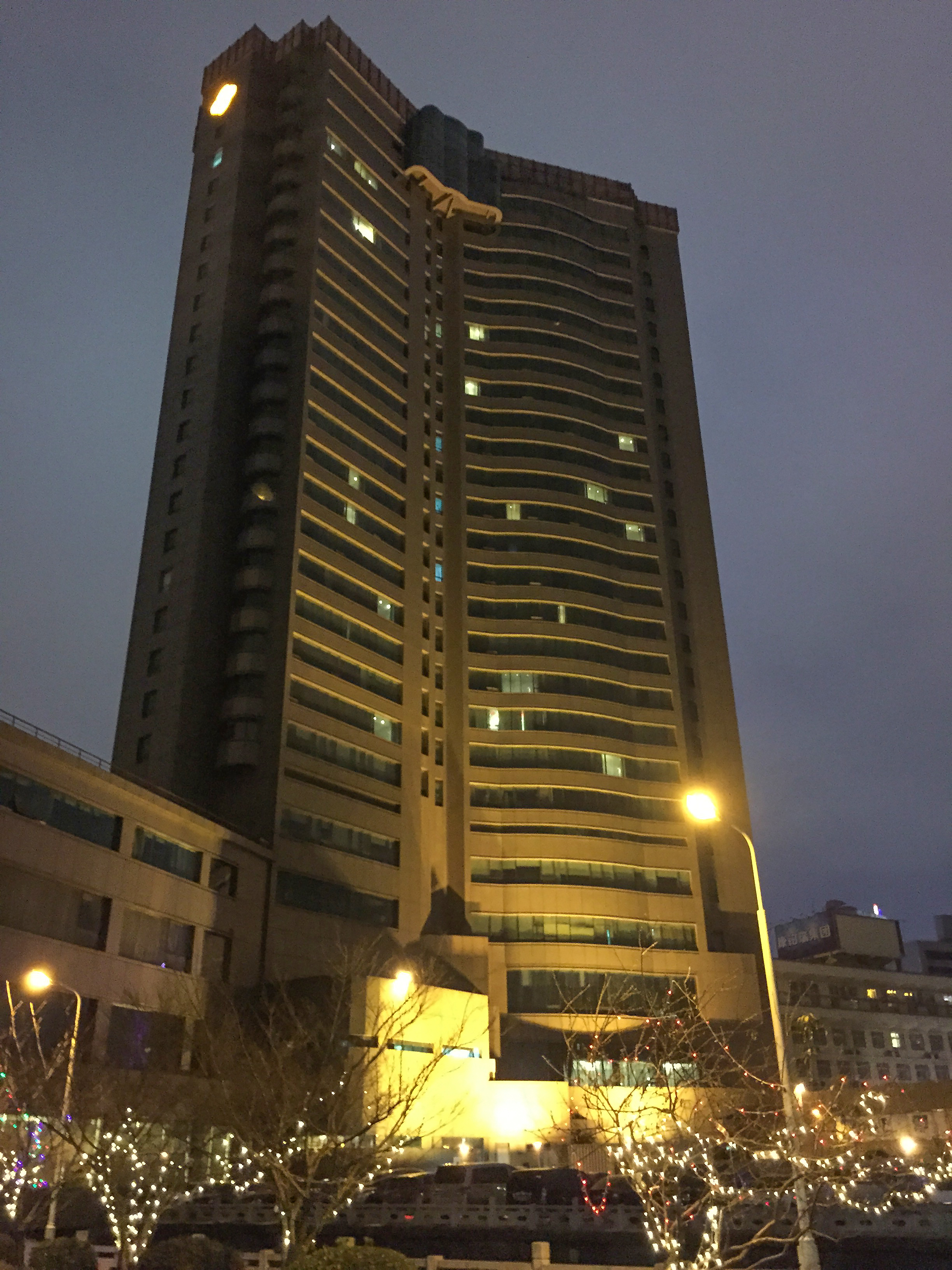
Отель сети Nanyuan в Нинбо

В состав Beijing Tourism Group входит несколько сотен дочерних и аффилированных структур, в том числе четыре публичные компании, акции которых котируются на фондовых биржах — BTG Hotels Group, China Quanjude Group, Wangfujing Group и Beijing Capital Retailing Group. 
- Beijing Capital Tourism Company Limited (туристические и рекламные услуги)
- BTG Hotels Group (управление отелями)[9]
  - Homeinns Hotel Group (сеть бюджетных отелей Home Inn)
  - Jianguo Hotel Management Company (сеть отелей Jianguo)
  - Zhejiang Nanyuan Holding Group (сеть отелей Nanyuan)
  - Jinglun Hotel Management (сеть отелей Jinglun)
  - Beijing Shindom Chain Hotels (сеть отелей Shindom)
  - Shijiazhuang Ykinns Hotel Management Company (сеть отелей Ykinns)
  - Hainan Nanshan Cultural Tourism Zone (курорт)
    - Beijing International Hotel (Пекин)
    - Hotel New Otani Chang Fu Gong (Пекин)
    - Chongwenmen Hotel (Пекин)
    - Jinglun Hotel (Пекин)
    - Fragrant Hill Hotel (Пекин)
    - Jianguo Hotel (Пекин)
    - Minzu Hotel (Пекин)
    - Novotel Xinqiao (Пекин)
    - Zhaolong Hotel (Пекин)
    - Qianmen Hotel (Пекин)
- Beijing Capital Retailing Group (розничная торговля)
  - New Yansha Group (управление торговыми центрами)
    - Golden Resources Mall (Пекин)
    - Beijing Mall (Пекин)
    - Beijing Lufthansa Centre (Пекин)

  - Beijing Xidan Shopping Mall Group (управление торговыми центрами)
  - Wangfujing Group (сеть универмагов)
- Shouqi Group (автобусные перевозки)[10]
- China Quanjude Group (сеть ресторанов)
  - Jude Huatian Holding (сети ресторанов Shaguoju и Liuquanju)[11]
- Donglaishun (сеть ресторанов)
- Пекинский выставочный центр

### Совместные предприятия
Beijing Tourism Group и швейцарская сеть Kempinski владеют в Пекине отелями Universal Studios Grand Hotel и NUO Resort Hotel, расположенными рядом с развлекательным парком Universal Studios Beijing (актив американской корпорации Universal Parks & Resorts).

## Галерея

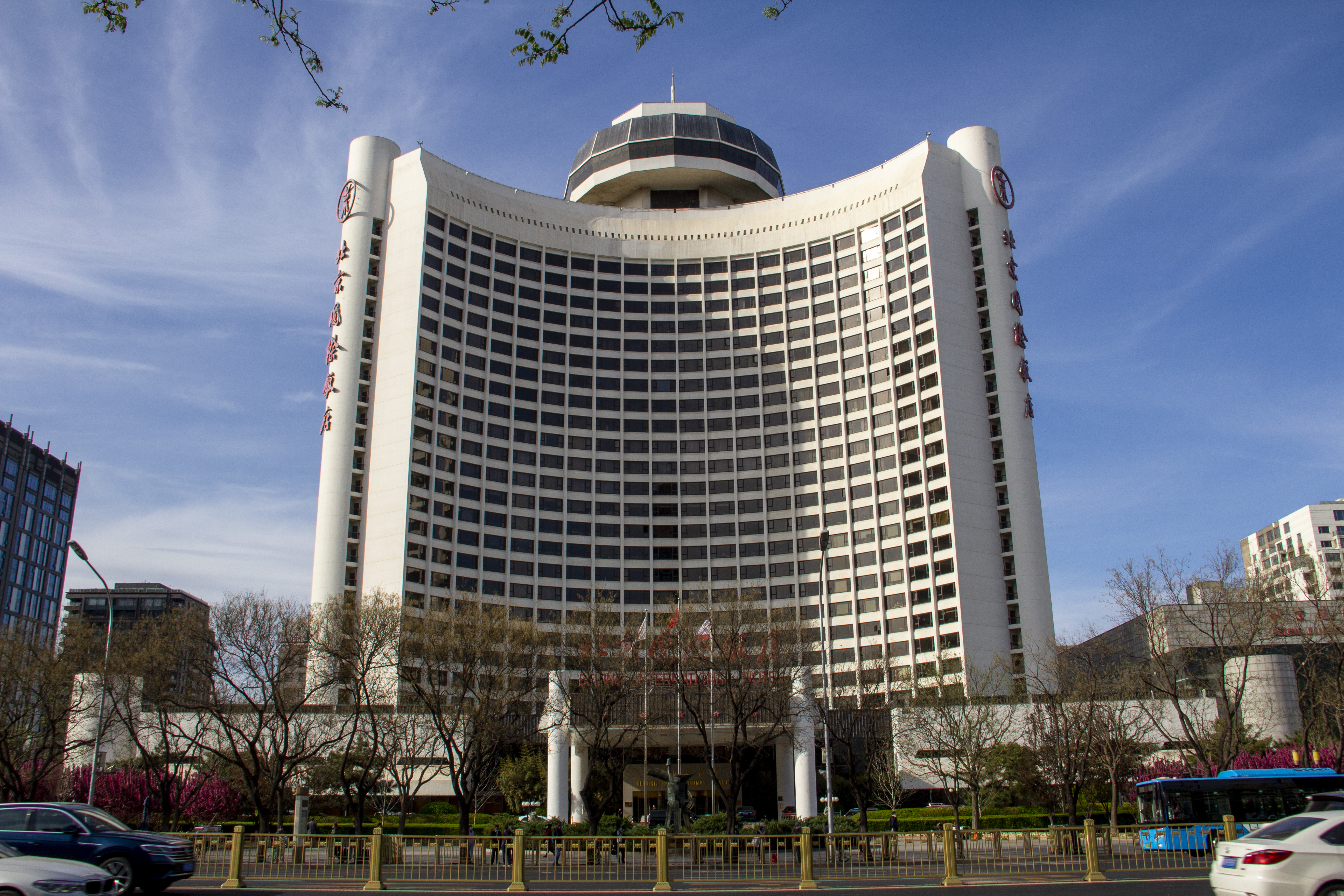
Beijing International Hotel
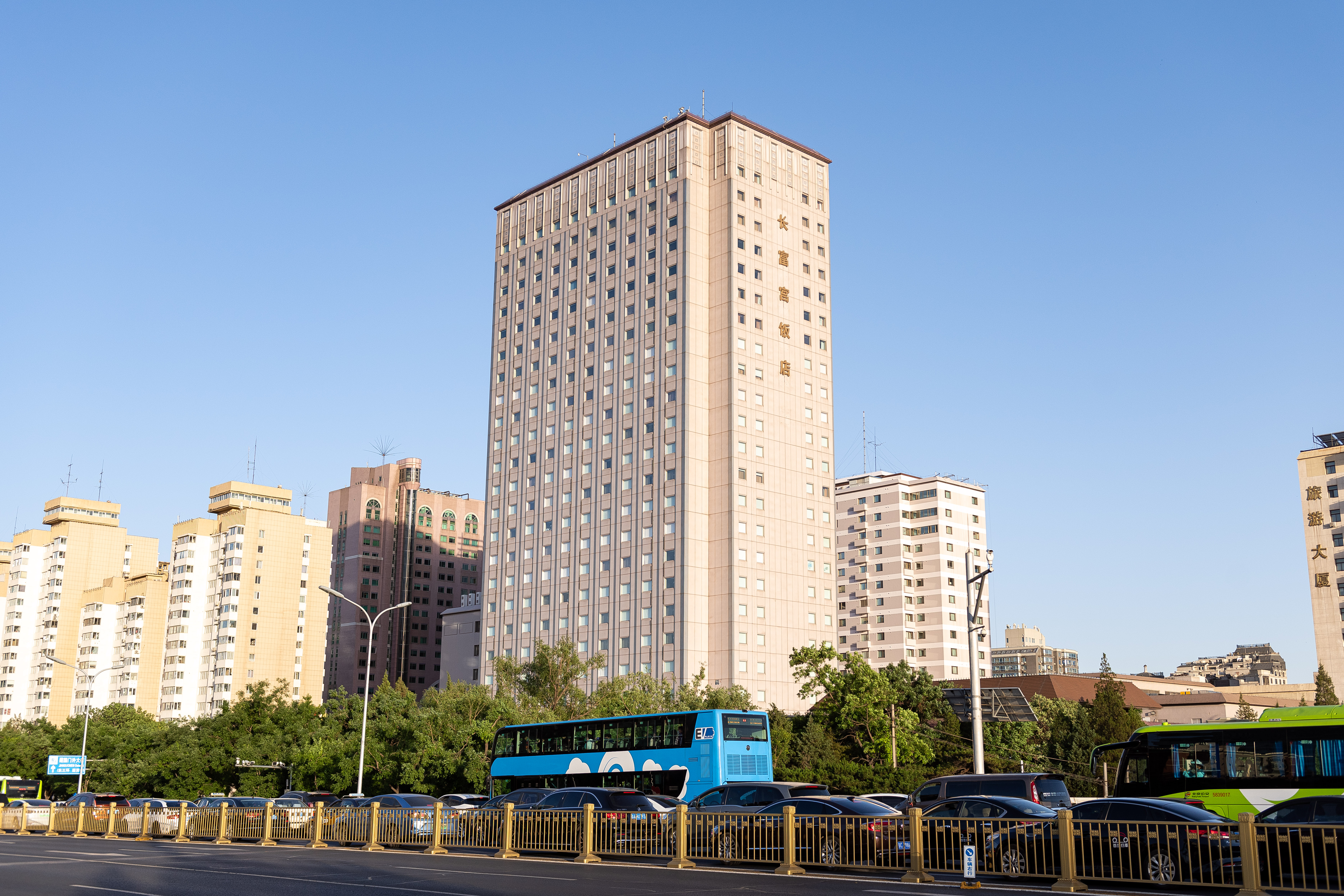
Hotel New Otani Chang Fu Gong
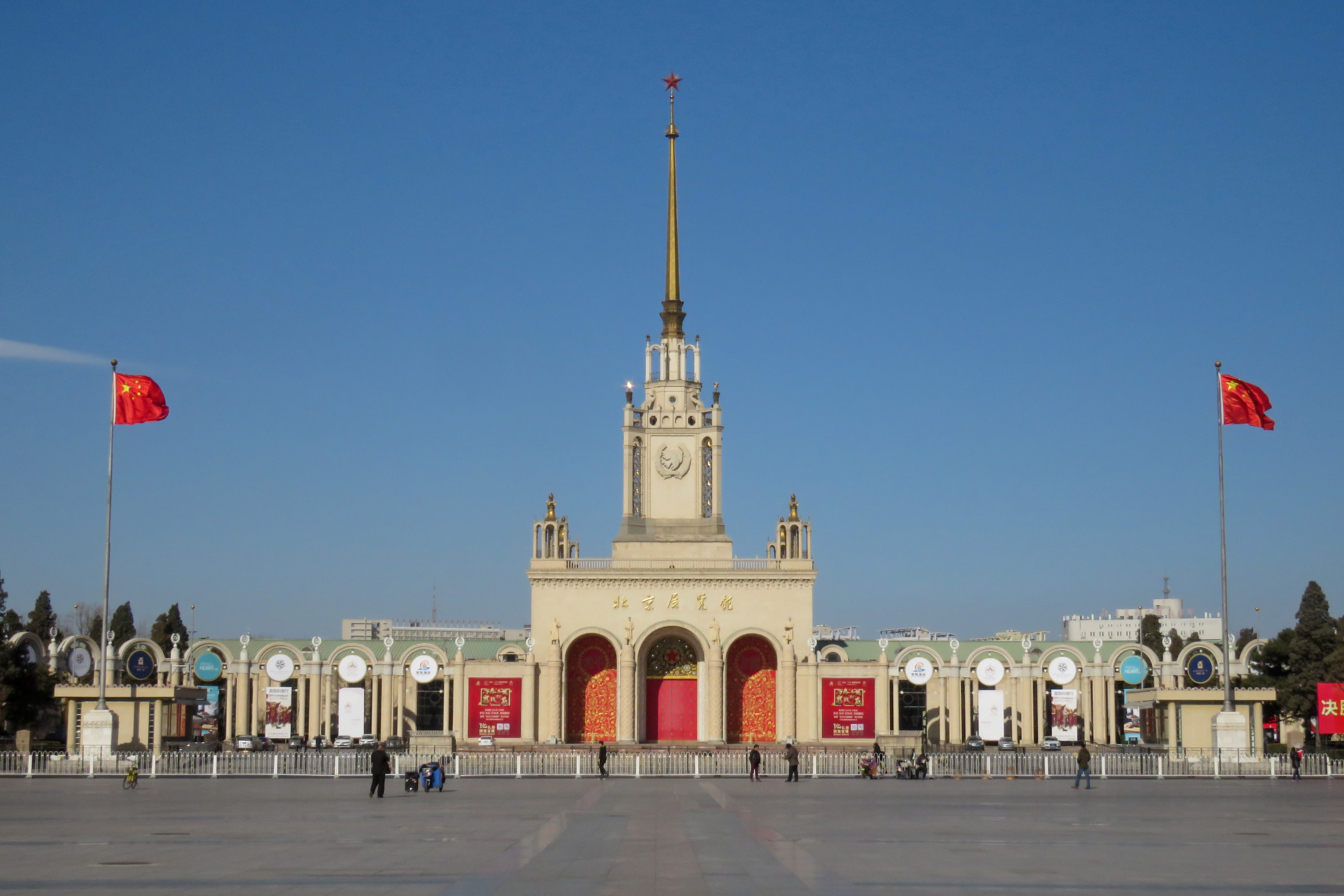
Beijing Exhibition Center
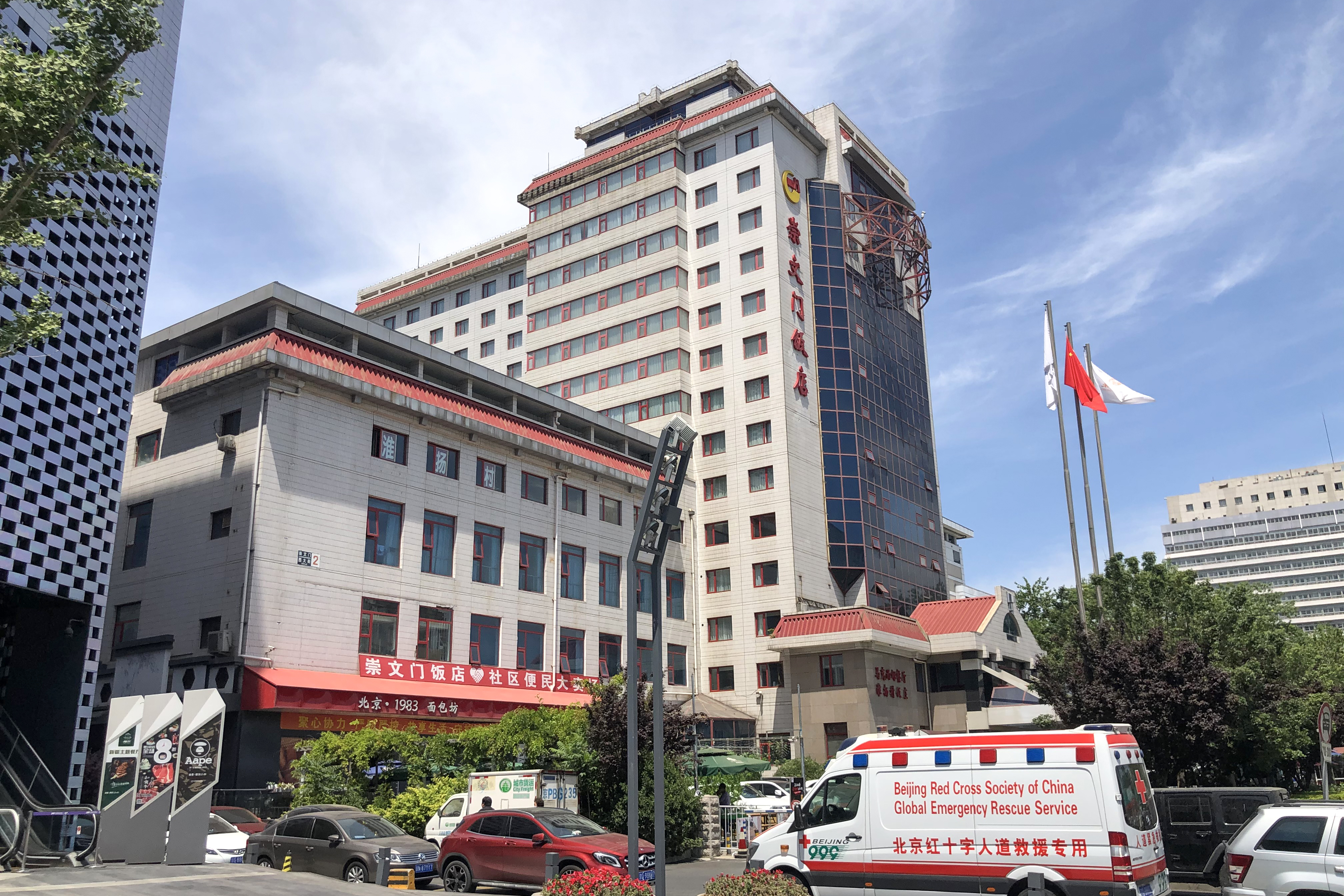
Chongwenmen Hotel
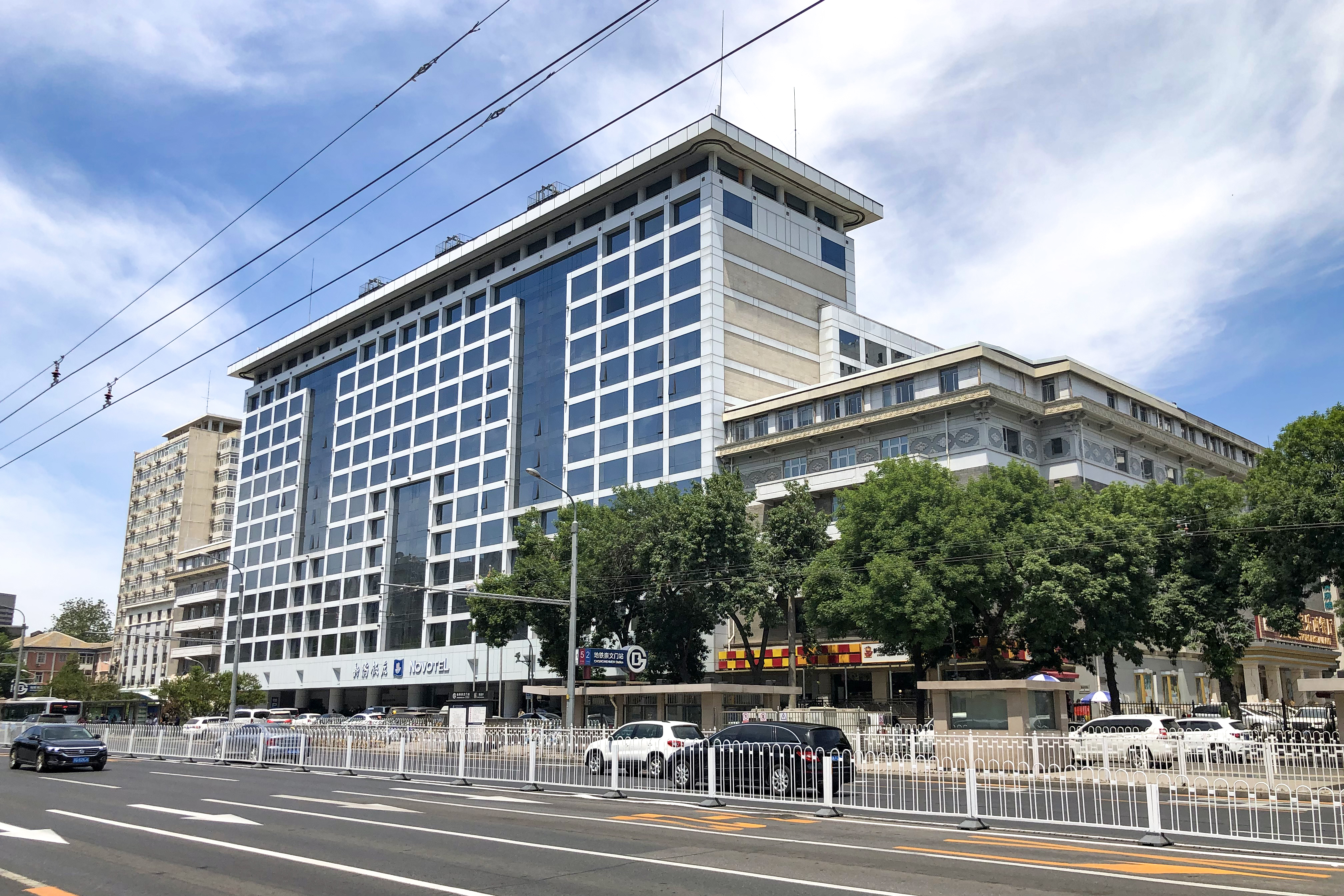
Novotel Xinqiao
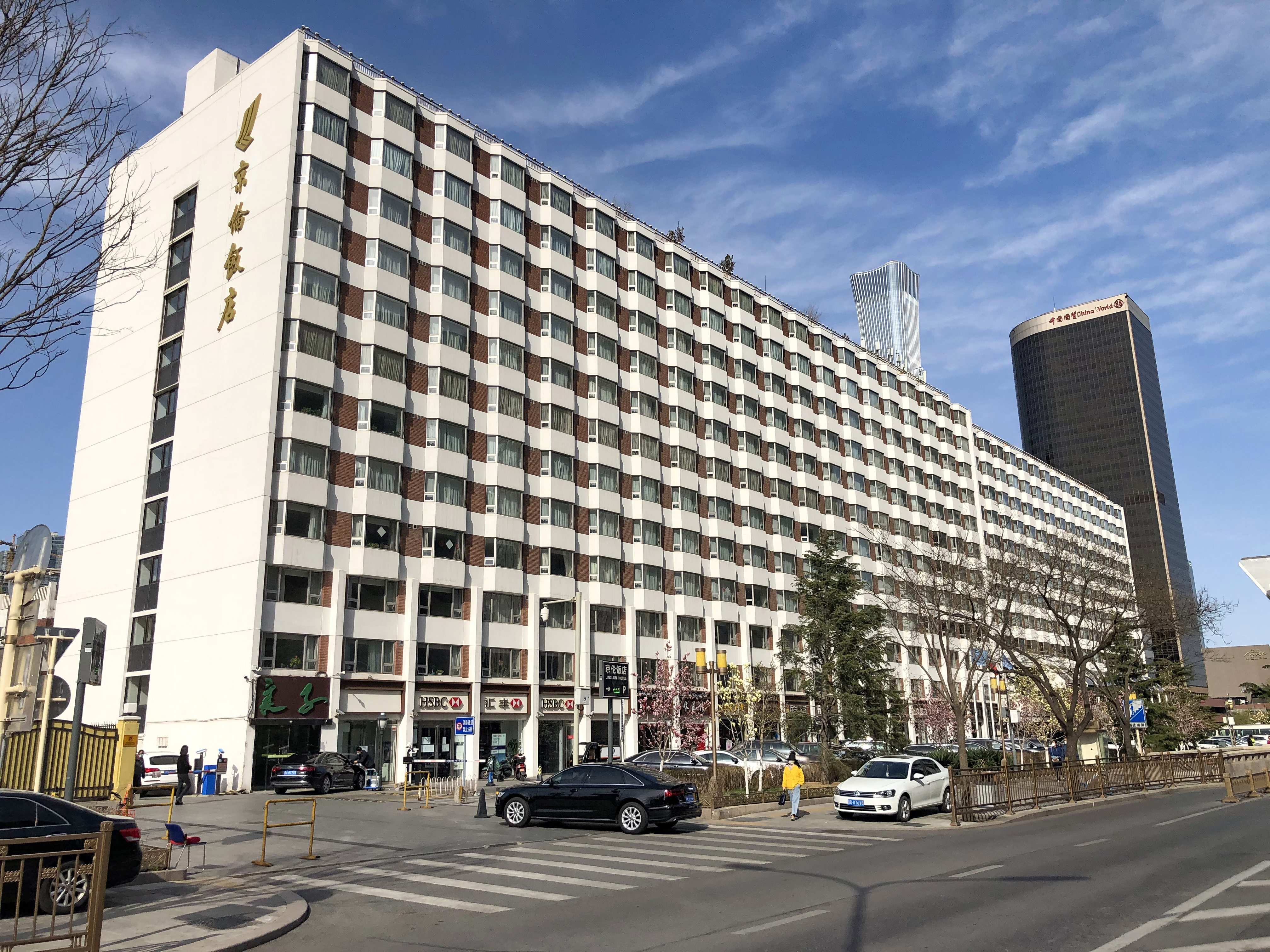
Jinglun Hotel
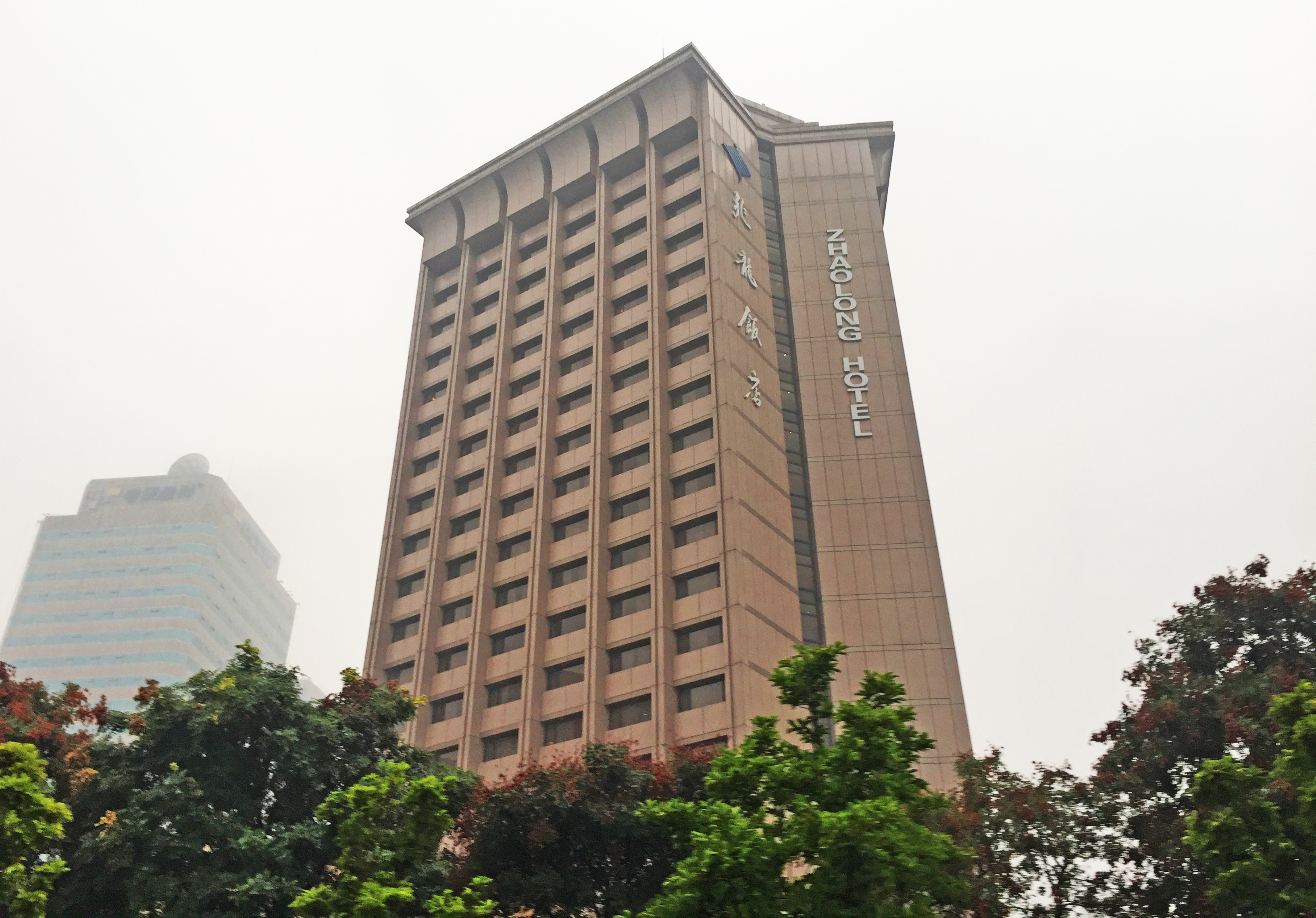
Zhaolong Hotel
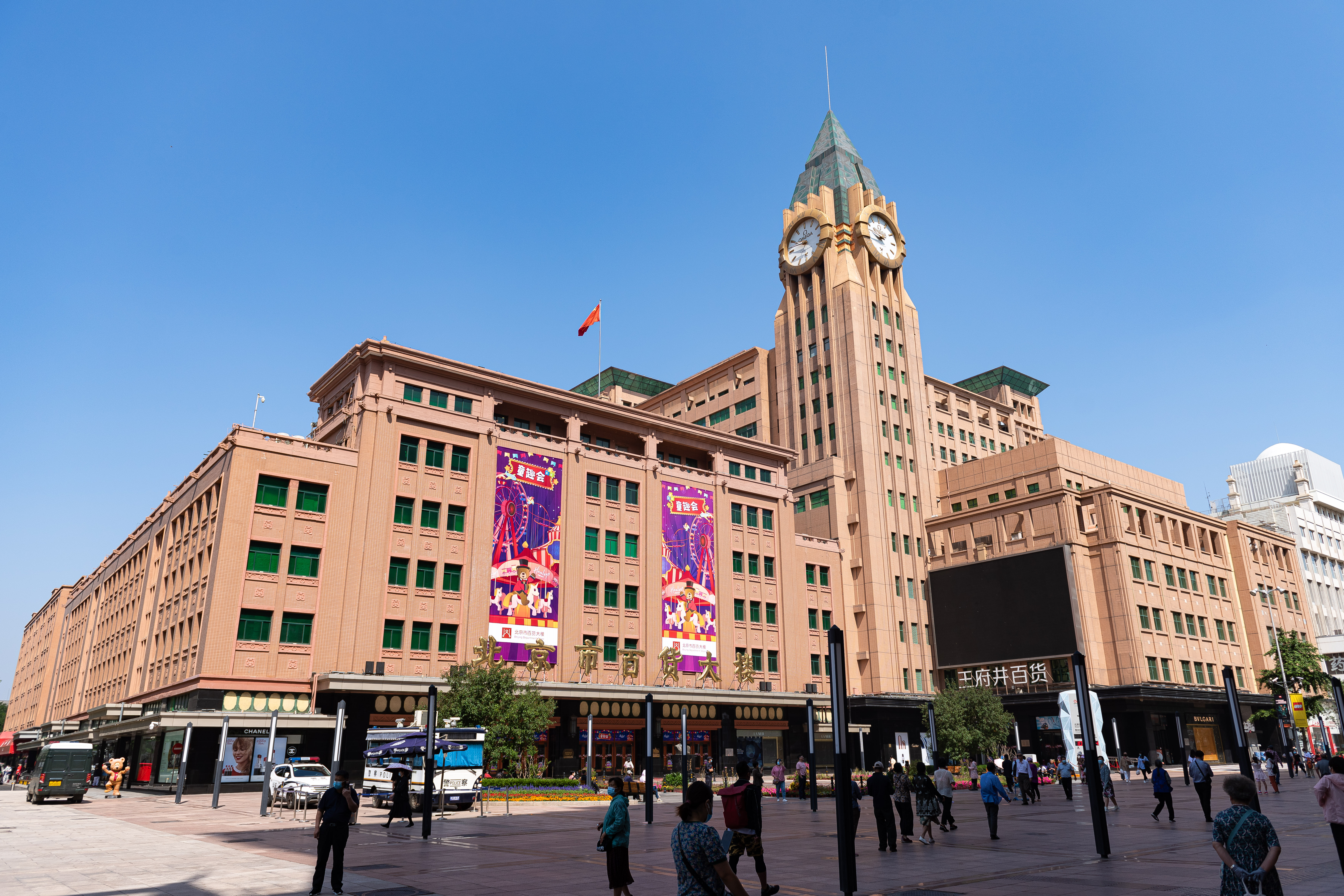
Wangfujing Department Store
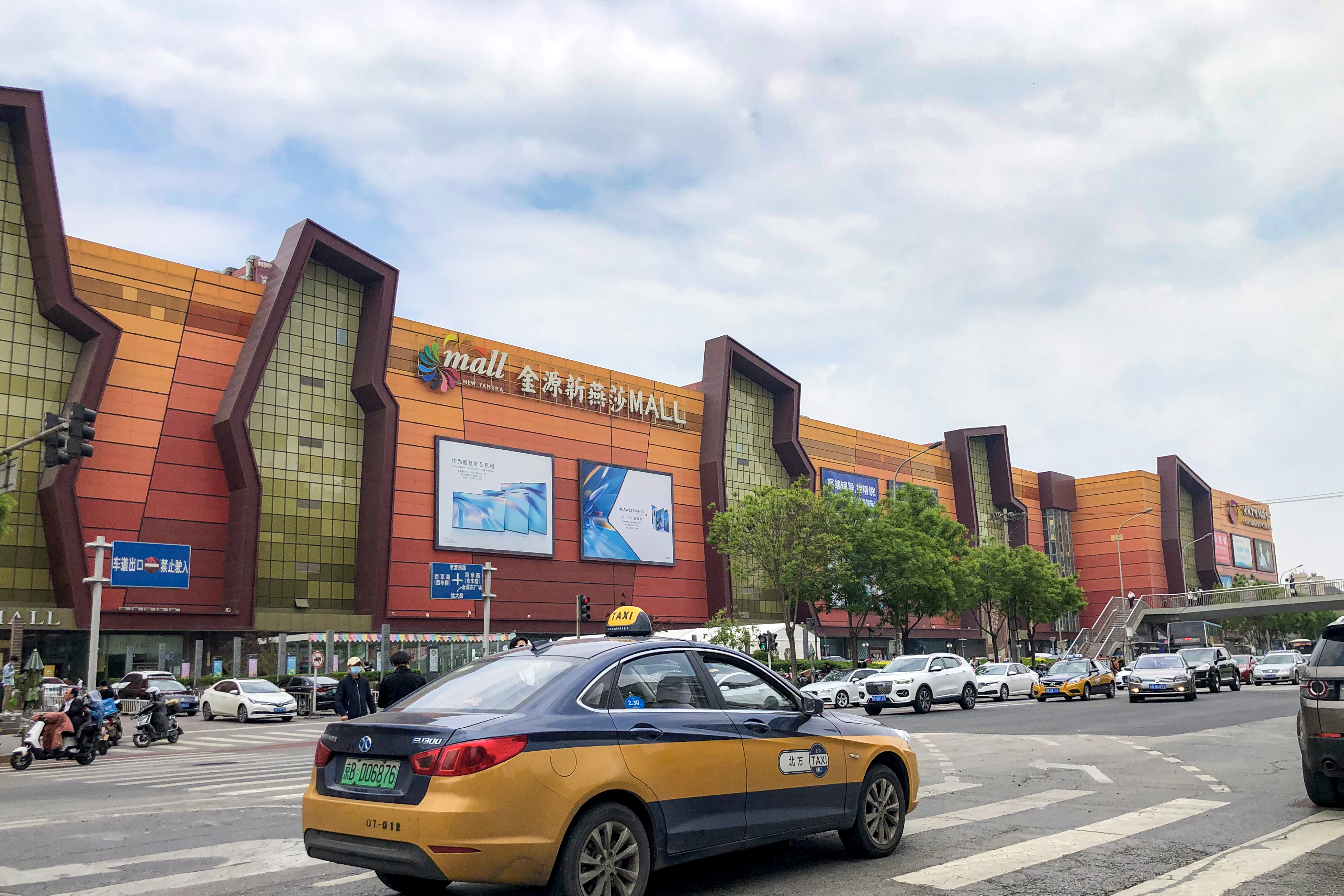
Golden Resources Mall
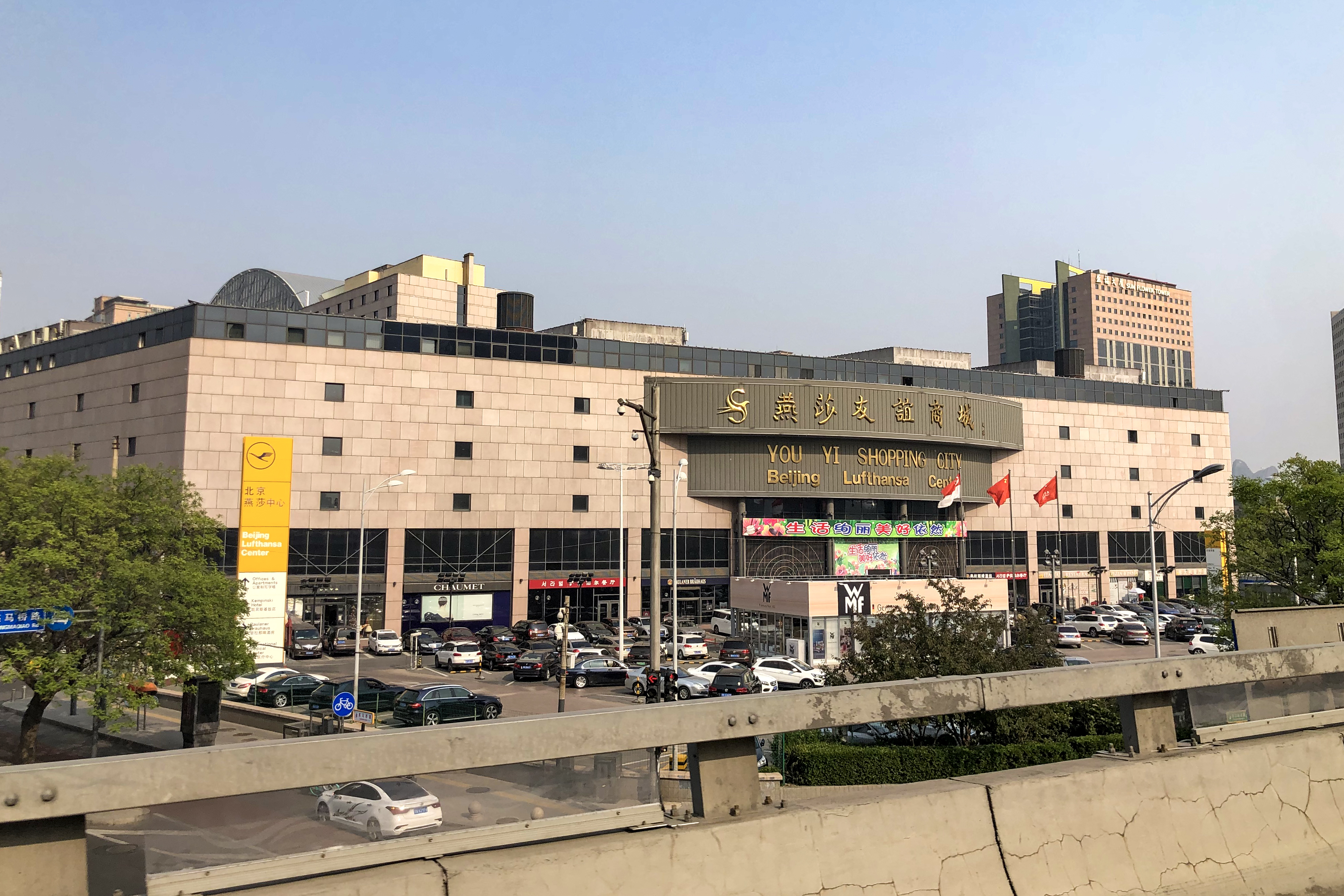
Beijing Lufthansa Center
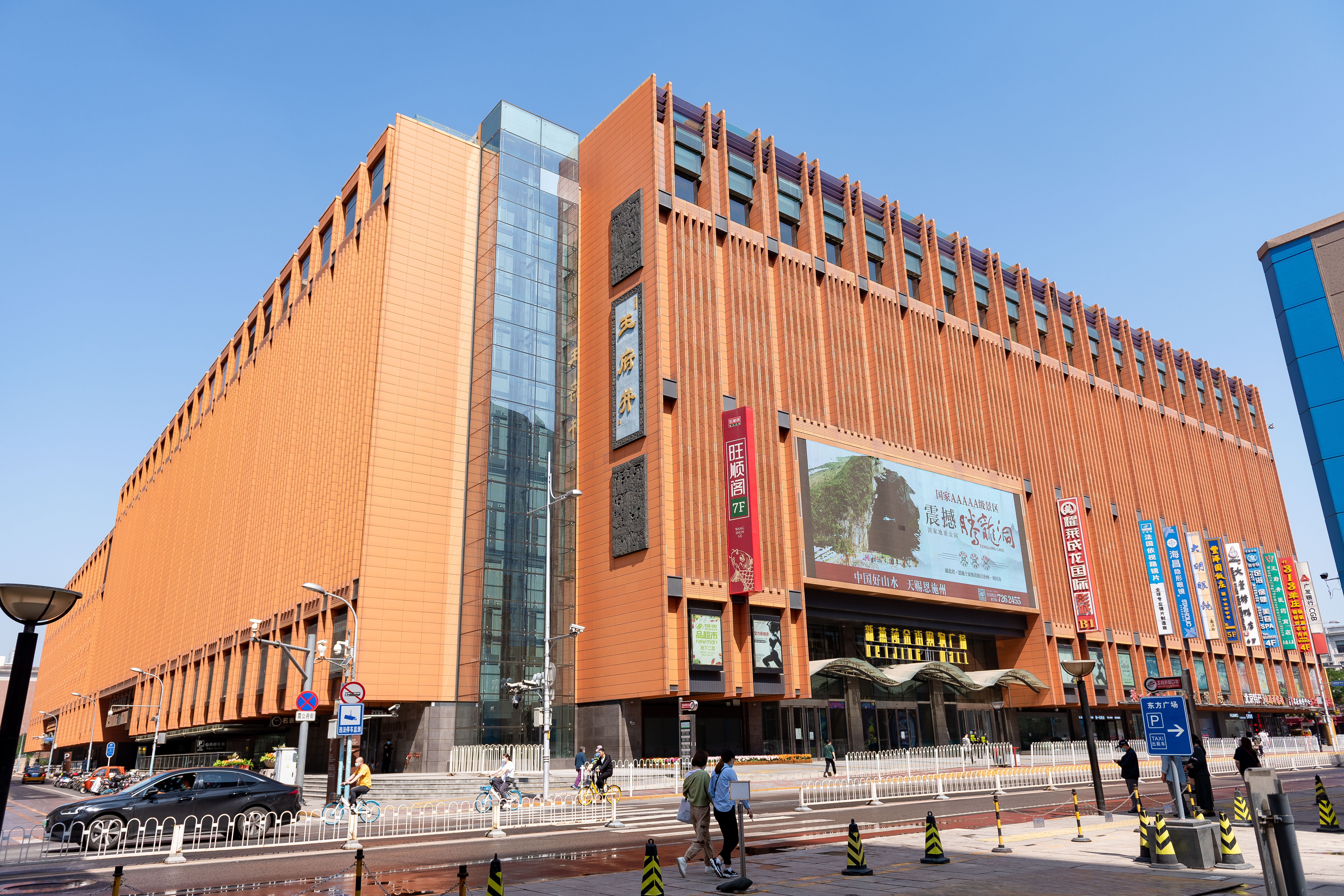
Beijing Mall
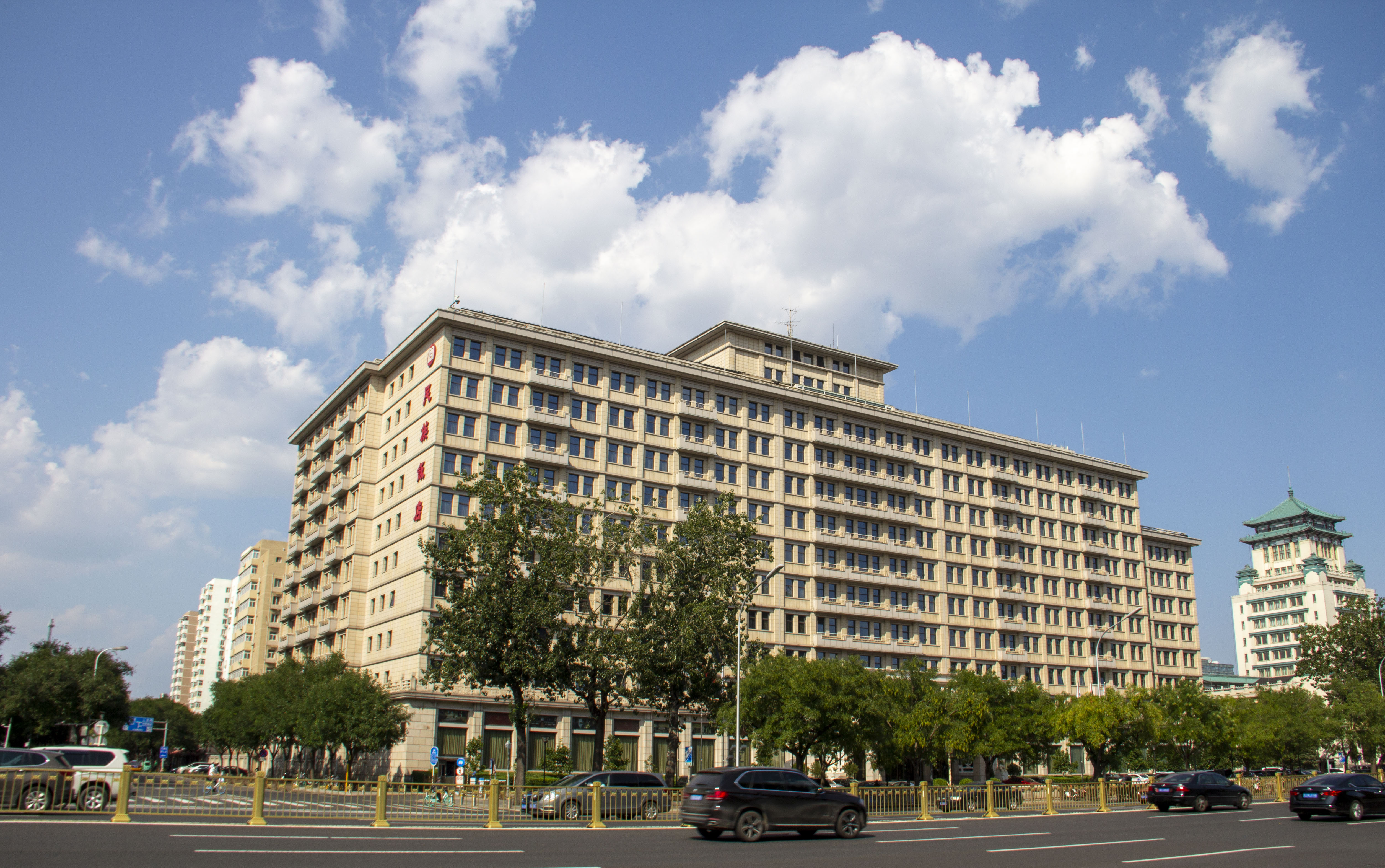
Minzu Hotel
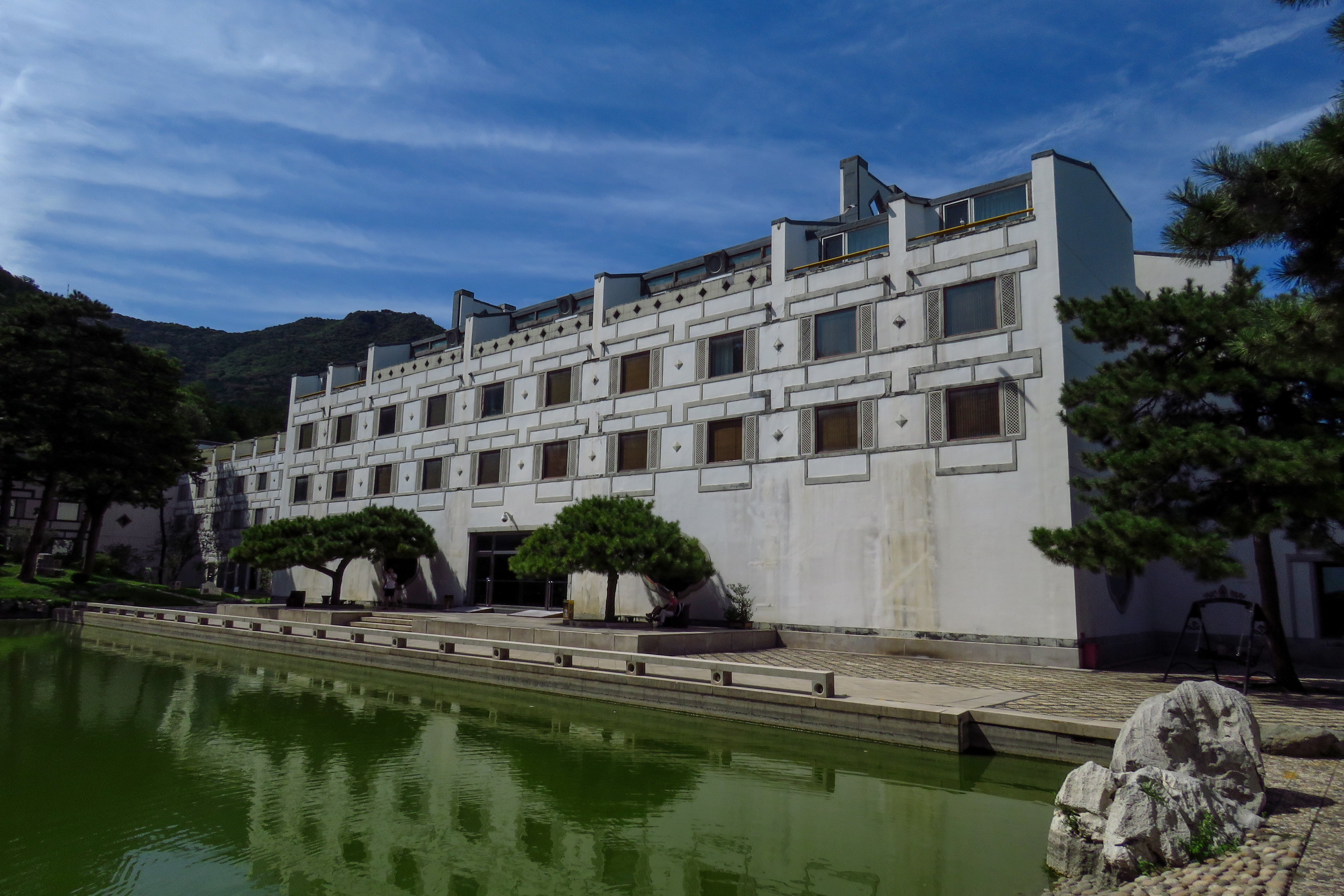
Fragrant Hill Hotel
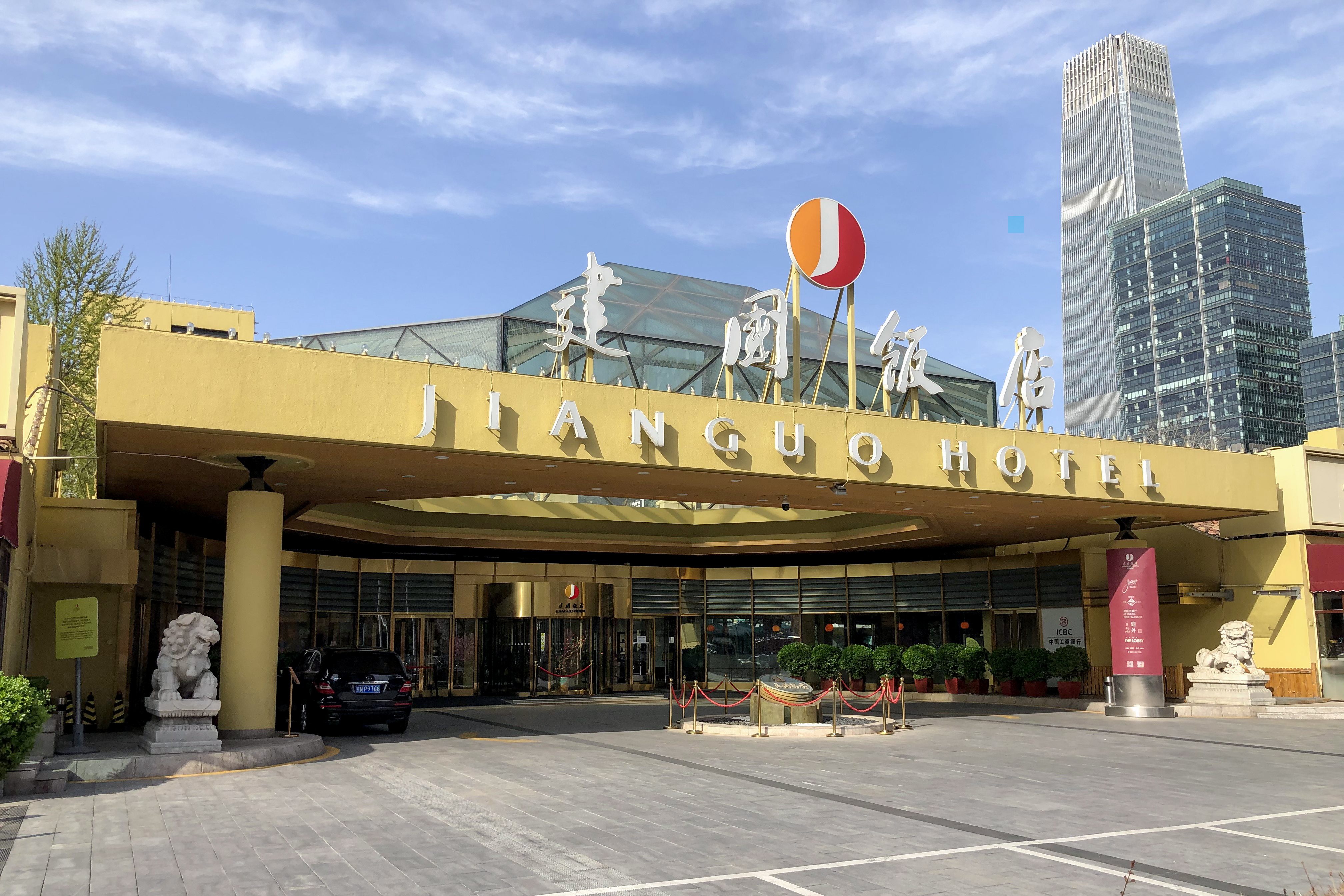
Jianguo Hotel
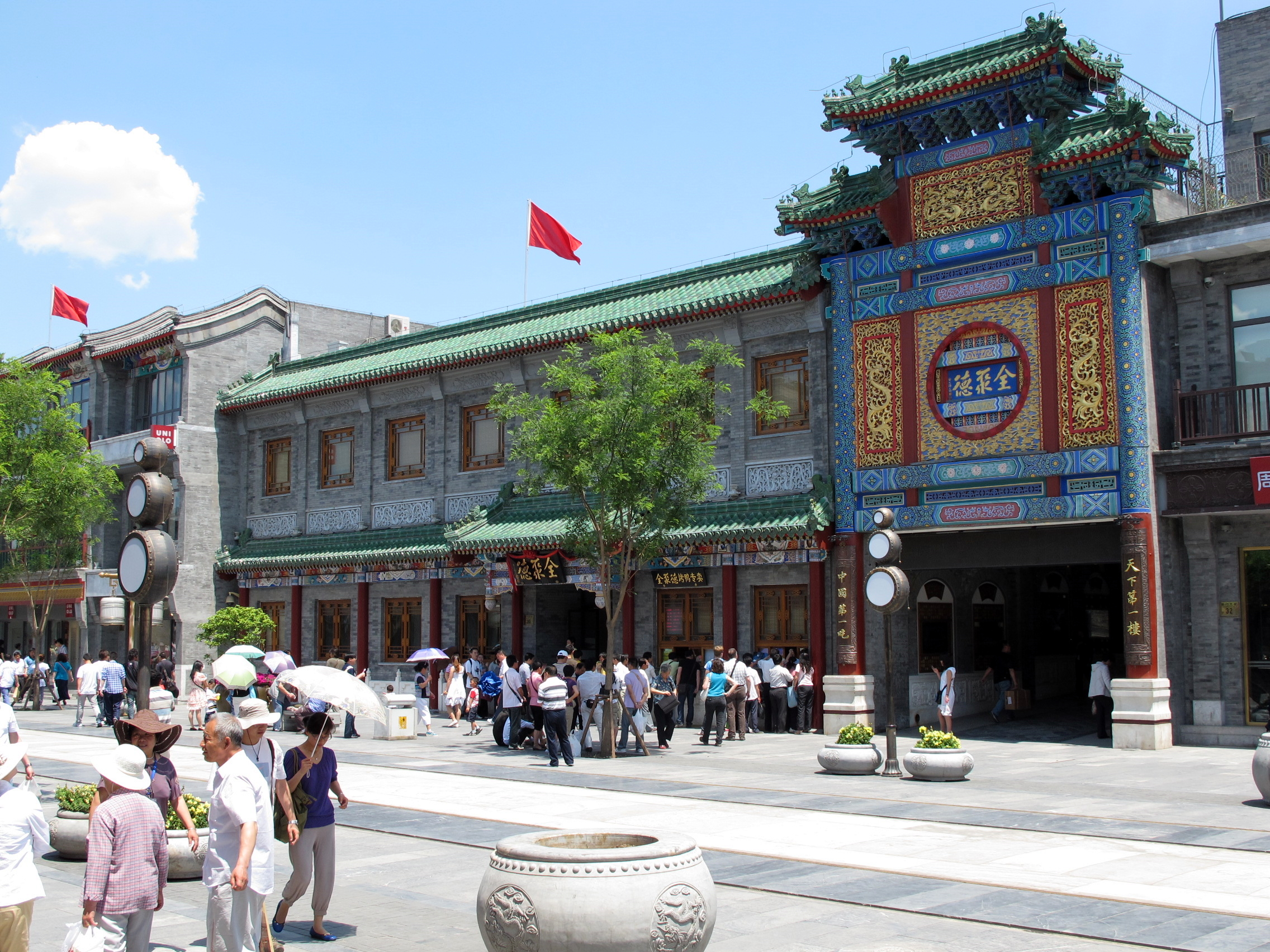
Ресторан Quanjude
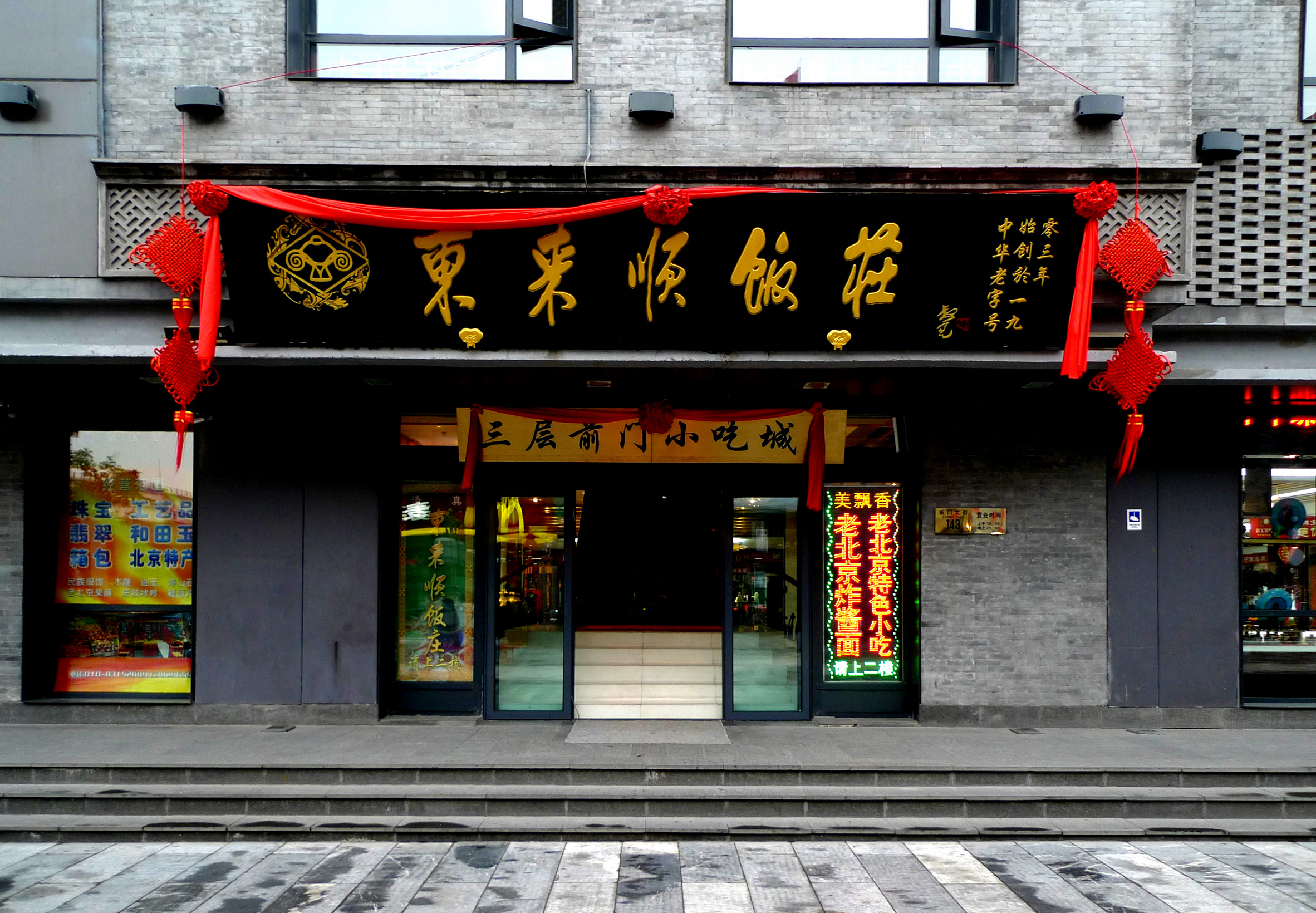
Ресторан Donglaishun
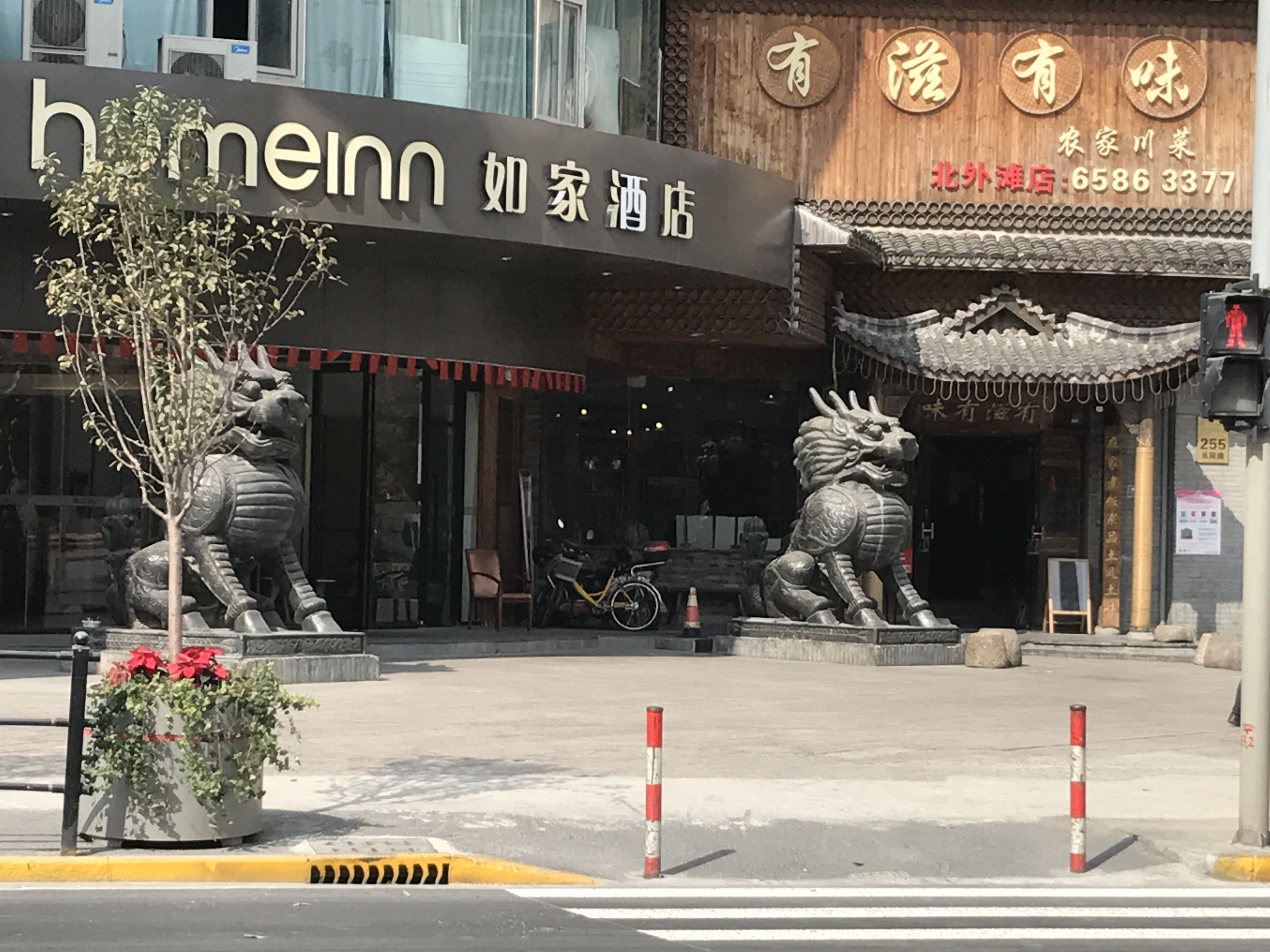
Отель Home Inn в Шанхае
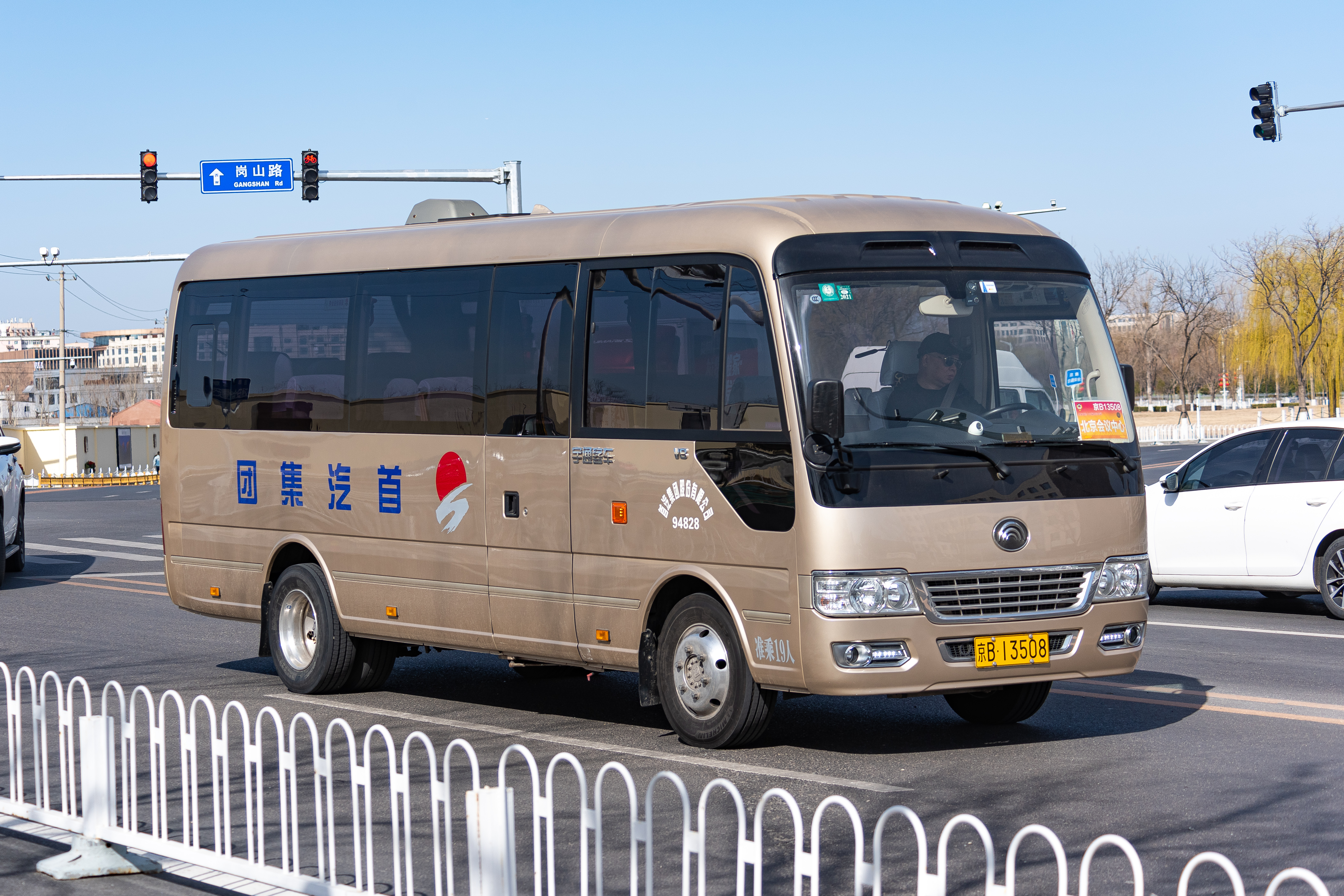
Автобус Shou Qi Group